# Martrois
Martrois település Franciaországban, Côte-d’Or megyében. Lakosainak száma 61 fő (2022. január 1.). Martrois Soussey-sur-Brionne, Bellenot-sous-Pouilly, Éguilly, Civry-en-Montagne és Grosbois-en-Montagne községekkel határos.

## Népesség
A település népességének változása:
| Lakosok száma | 43   | 44   | 60   | 58   | 65   | 63   | 62   | 60   | 60   | 61   |
|               | 1968 | 1982 | 1990 | 2006 | 2013 | 2015 | 2017 | 2019 | 2020 | 2022 |